# The Lords of the New Church
The Lords of the New Church var ett punk/new wave/goth rock-band, aktivt under 1980-talet. Bandet bestod av en uppsättning punklegender, vars tidigare grupper uppösts, ledda av sångaren Stiv Bators. Det gjorde en comeback med en delvis ny uppsättning i början av 2000-talet.

## Biografi

### Starten 1980–1983
The Lords of the New Church grundades 1981 som en av många supergrupper som uppstod efter att 1970-talets punkhysteri började lugna ner sig och de gamla punkbanden upplöstes. Sångaren Stiv Bators hade fått ett namn som en av punkvärldens vildaste och mest karismatiska sångare i amerikanska Dead Boys. Efter att Dead Boys splittrades, spelade han in en skiva med bandet The Wanderers. The Wanderers bestod delvis av basisten Dave Tregunna från brittiska Sham 69 och trummisen Nick Turner från Barracudas.  Under tiden i England förnyade Bators sin vänskap med ex-The Damned-medlemmarna, gitarristen Brian James och trummisen Rat Scabies.
Bators och James spelade en kort tid med Generation X-basisten Tony James och The Clash-trummisen Terry Chimes. De ersattes snabbt av Tregunna och Scabies och bandet kallades Dead Damned Sham Band. DDSB växte naturligt till The Lords of the New Church år 1980. När gruppens första skiva släpptes 1982 hade Scabies ersatts av Nick “Nicky” Turner. Den första skivan var ganska stilren punk, men med en mer melodisk touch. Skivan fick relativt bra recensioner och sålde också hyggligt, men det var för Bators liveuppträdanden som Lords blev kända. Han sportade med alla de vanliga attributen som stagedivings, krossat glas och blod, men hade en speciell förkärlek för att strypa sig själv med mikrofonsladden. Under en konsert gick tricket snett och Bators var officiellt död i flera minuter, innan första hjälp-personal lyckades återuppliva honom.

### Storhetstiden 1983–1985
Den andra skivan, Is Nothing Sacred?, var ett steg bort från punken och satte tonen för bandet. Musiken var mer melodisk och dyster, bitvis poppig med syntar och blåssektioner. Det fick de mest konservativa punkfansen att vända dem ryggen, men de öppnade å andra sidan dörren för en mycket större och bredare publik. Med den suggestiva singeln Dance With Me fick Lords 1983 en stor hit som snurrade på radiostationer och MTV världen över. På kuppen blev bandet en av föregångarna inom 80-talets new romantics och gothen. Samma takt fortsatte med den tredje skivan The Method To Our Madness. 
1985 började bandet långsamt falla isär. Man släppte en Best Of-samling med några nya låtar, bland annat en ironisk cover på Madonnas Like a Virgin, som överraskande blev en stor hit. Vid den här tiden hoppade Tregunna av och gick med i Cherry Bombz, men återvände 1987, efter att ha varit ersatt av Grant Flemming. Turner hoppade sedan av för att få mer tid för sin fru, sångerskan och skådespelaren Hillary Shepard. Danny Fury tog över på trummor. 1988 skadade Bators sin rygg under en konsert, vilket gjorde det svårt för honom att uppträda. Resten av bandet började söka efter en ny sångare bakom Bators rygg, men på sin sista konsert uppträdde han med en t-skjorta där han hade förstorat upp Brian James tidningsannons om att bandet sökte en ny medlem och konserten slutade med att han skällde ut resten av bandet och hoppade av. Det var slutet på The Lords of the New Church.

### Stiv Bators död & comecacken
Stiv Bators dog 1990 i Paris efter en bilolycka. Det är oklart om huruvida hans skador efter olyckan var livshotande (läkaren skickade hem honom efter granskning), eller om en långvarig sjukdom kombinerat med olyckan egentligen var dödsorsaken. 
År 2001 sammanstrålade igen James och Tregunna för att återuppliva Lords. Steven Marque rekryterades som sångare. Efter en fluktuerande medlemsuppställning rekryterades Adam Becvare som andregitarrist och sångare, eftersom Marque inte klarade av att sjunga bandets gamla låtar. 2003 släpptes en ny skiva, Hang On. Men strax efteråt splittrades gruppen. Tregunna och James spelar i dag tillsammans som The Brian James Gang.

## Medlemmar
1980–1982
- Stiv Bators – sång
- Brian James – gitarr
- Dave Tregunna – basgitarr
- Rat Scabies – trummor

1982–1985
- Stiv Bators – sång
- Brian James – gitarr
- Dave Tregunna – basgitarr
- Nick Turner – trummor

1985–1987
- Stiv Bators – sång
- Brian James – gitarr
- Grant Flemming – basgitarr
- Nick Turner – trummor

1987–1988
- Stiv Bators – sång
- Brian James – gitarr
- Dave Tregunna – basgitarr
- Danny Fury – trummor

2001–2002
- Steven Marque – sång
- Brian James – gitarr
- Jez Miller – gitarr, sång
- Dave Tregunna – basgitarr
- Ozzy – trummor

2002–2003
- Steven Marque – sång
- Brian James – gitarr
- Adam Becvare – gitarr, sång
- Dave Tregunna – basgitarr
- Steve Murray – trummor

## Diskografi
Studioalbum
- The Lords of the New Church (1982)
- Is Nothing Sacred? (1983)
- The Method to Our Madness (1984)
- Hang On (2003)

EP
- Psycho Sex (1987)

Singlar
- "New Church" (1982)
- "Open Your Eyes" (1982)
- "Russian Roulette" (1982)
- "Live for Today" (1983)
- "Dance with Me" (1983)
- "M[urder] Style" (1984)
- "Like a Virgin" (1985)
- "Dance with Me" (Re-Recorded) (1987)
- "Making Time" (1989)

Livealbum
- Live at the Spit (1988)
- Second Coming (1988)
- Scene of the Crime (1988)

Samlingsalbum
- Killer Lords (1985)
- The Anthology (2000, Frankrike)
- The Lord's Prayer I (2002)
- The Lord’s Prayer II (2003)
- Stories at Dusk (2003)
- Rockers (2013)